# Delikanlım
Delikanlım är ett musikalbum utgivet av den turkiska artisten Yıldız Tilbe 1994.

## Låtlista
1. Delikanlım
2. Sevdanın Tadı
3. Sana Değer
4. Çizilmemiş Resim
5. Çal Oyna
6. Hoşçakal
7. Sevemedim Ayrılığı
8. Yalnız Çiçek
9. Zülüf
10. Selam